# Siamspinops spinosissimus
Siamspinops spinosissimus is een spinnensoort uit de familie Selenopidae.
De wetenschappelijke naam van de soort werd in 2009 gepubliceerd door P. Dankittipakul & J. A. Corronca.